# La rivoluzione del benessere
La rivoluzione del benessere è un libro scritto dagli analisti sociali Alvin Toffler e sua moglie Heidi, pubblicato nel 2006 da Knopf (ISBN 0-375-40174-1). Si tratta di una continuazione del 1980 Terza ondata, che a sua volta è un sequel de Lo choc del futuro.
La ricchezza si espande in modo significativo nella "Terza ondata". Come nel volume precedente, nel libro si sostiene che le istituzioni pubbliche, private e sociali, rimaste a un periodo di produzione di massa non sono adatte ad una nuova civiltà in espansione in tutto il mondo. Solo ora, ha fornito ulteriori dettagli su ciò che costituirà la società della "Terza ondata".

## Fondamentali
Toffler guarda in molti modi come la "Terza ondata" stia rivoluzionando il nostro rapporto a tre "fondamentali" e, quindi, ai sistemi di ricchezza in generale.
- Rapporti di tempo  si stanno trasformando in relazione alla quantità sempre crescente di cambiamenti e di sincronizzazione richiesto per le imprese e gli individui ad accumulare ricchezza.
- Rapporti di spazio si stanno trasformando in relazione ai limiti ex geografici delle transazioni di mercato. Non è mai stato possibile per le imprese e gli individui accumulare ricchezza in tutto il mondo con la facilità che oggi Internet porta con sé.
- Rapporti di conoscenza si stanno trasformando in relazione alla disponibilità. Come afferma Toffler mai, prima siamo stati in grado di accedere istantaneamente ad una quantità virtualmente illimitata di qualsiasi tipo di informazione  praticamente a costo zero. A differenza delle basi rivoluzionarie nella ricchezza del passato, La terza ondata è fondata sulla sfida all'economia tradizionale che la conoscenza non è scarsa, la conoscenza è infinita ed esponenziale. Un'economia basata sulla conoscenza sfida anche l'economia classica a causa della  proprietà del sapere.

Due elementi importanti, assenti da "Terza ondata", sono (1) l'esplicito tie-in al cyberspazio e l'ondata di nuove tecnologie che sono sorte fin dai tempi della "Terza ondata" (ad esempio YouTube, il social networking, cyber-economia, Internet, a sua volta, ecc), (2) l'inizio di un resoconto di quello che è appena il tipo di economia che può venire a sostituire il sistema monetario.
Gli autori arrivano infine a identificarsi nell'idea di un mondo senza denaro, avvalorando un terzo tipo di transazione economica che non è né uno-contro-uno baratto né scambio monetario. Alla fine, si soffermano sul presupposto che l'economia non monetaria più recente (il termine definito "economia prosumer" nel volume 1980) esisterà fianco a fianco con il settore monetario a breve termine, Anche se quest'ultima può rimanere per essere eclissata dalla ex-lungo termine.
Sia il nome del libro che il termine "Fondamentali" si riferiscono allo spostamento del livello  più profondo che sta alla base di tutte le economie monetarie, sia capitalista che socialista. Che cosa sia la "Terza ondata" e "La rivoluzione del benessere" è rimettere in discussione la premessa stessa di scambio monetario.
Altri elementi sono cresciuti nel volume del 2006  assenti dal volume 1980 e  del 1990, con il sequel di "Powershift: conoscenza, ricchezza e violenza a bordo del XXI secolo". La questione della unificazione politica mondiale è tornata e qui, gli autori chiariscono che l'idea in sé non viene abbandonata, ma piuttosto l'idea che una tale unificazione sarà come, Stati Uniti attualmente esistenti in stati-nazione. Come si ricorda, ci sono altri tipi di soggetti (organizzazioni religiose, ONG, imprese, sindacati) che dovrebbero essere inclusi in un mondo così eterogeneo come il nostro.
Più significativamente infine si intrattiene con l'idea di un insediamento di massa nello spazio.